# 本田親貞
本田 親貞（ほんだ ちかさだ）は薩摩国島津氏の家臣で、戦国時代に同名の薩摩本田氏庶流が3名存在した。

## 該当者
本田 親貞（ほんだ ちかさだ、? - 慶長元年5月23日（1596年6月18日））は戦国時代から安土桃山時代にかけての武将。通称は弥六、右衛門左。官位は下野守。入道名は三省。父は本田親尚。養嗣子は本田親孝。
本田親尚の次男として誕生したが、親尚とその長男の志摩助は共に家督を相続するだけの器量が無いとして、親貞が相続することとなった。
天文23年（1554年）の岩剣城攻めの際、初陣した島津義久の太刀役として供を勤め、義久が初めて犬追物を行う際にも太刀役となった。天正年間に大隅国吉田（現・鹿児島県鹿児島市吉田町）の地頭に任じられ、天正8年（1580年）には家老職を仰せ付かった。
天正14年（1586年）12月の豊前国緒方城攻め、翌年の根白坂の戦いに従軍し、義久が豊臣秀吉に降伏し剃髪した際は自らも剃髪し三省と号すと、共に秀吉に謝罪した。その際に、秀吉より親尚へ10,000石を与えるとの朱印状を下賜されたが、自らは現在の禄高が相応であるとして、他の功労者に下すよう義久へ申し入れている。その後は加世田（現・鹿児島県南さつま市加世田）の地頭を仰せ付かり、また義久の娘の亀寿が人質として京に上る際は、自らの妻妾を連れてその供をした。
慶長元年に死去した。法名は「本立三省庵主」。加世田の本立院に葬られた。
本田 親貞（ほんだ ちかさだ、天文12年（1543年） - 慶長4年（1599年））は戦国時代から安土桃山時代にかけての武将。通称は兵助、次郎左衛門尉。官位は出雲守。父は本田道伯。子は本田親盛。
文禄・慶長の役に従軍し、慶長4年（1599年）の庄内の乱にも参加したが、この際に子の親盛共々討ち死にした。享年57。法名は「節岩道忠庵主」。
本田 親貞（ほんだ ちかさだ、永禄6年（1563年） - 慶長13年9月29日（1608年11月6日））は戦国時代から江戸時代前期にかけての武将。通称は権之介、助之丞。元の姓は脇元で、そのときの諱は清常、清平。晩年は親智と称する。実父は脇元清元、養父は本田親歳。子は本田親明。
脇元清元の子として誕生したが、本田親歳の子の治部が島津義久の命で追放されたため、親歳の養子に入った。諸所の戦いで軍功を為し、関ヶ原の戦いの後に徳川氏との和平の使者を務めて200石を賜った。その後、唐船奉行を務めたが慶長13年に没した。享年46。法名は「明巌清円居士」。